# Аугустин Папић
Аугустин Папић (Ливно, 16. новембар 1917 — Београд, 10. децембар 2002) био је југословенски амбасадор и шеф делегације СФРЈ при ОУН у Женеви.

## Биографија
Рођен у Ливну 1917. године, завршио је Државну трговачку академију у Сарајеву. До ступања у НОБ (1943) био је службеник. Члан СКЈ од 1944. године, а после ослобођења био је начелник одељења и помоћник министра трговине и снабдевања владе НР БиХ, потпредседник и председник Планске комисије НР БиХ, директор Главне управе за план НР БиХ, директор Завода за привредно планирање НР БиХ, генерални директор Југословенске банке, заменик извршог дирекора Међународне банке у Њујорку и заменик савезног секретара за спољну трговину. У дипломатској служби је од октобра 1967. године.
Носилац је већег броја одликовања.